# 舍维伊拉吕
舍维伊拉吕（法語：Chevilly-Larue，法語發音：[ʃəviji laʁy] ⓘ）是法国法兰西岛大区马恩河谷省的一个市镇，属于拉伊莱罗斯区。

## 地理
舍维伊拉吕（48°45'59"N, 2°21'12"E）面积4.22 平方千米，位于法国法蘭西島大區马恩河谷省，该省份为法国北部内陆省份，毗邻巴黎。
与舍维伊拉吕接壤的市镇（或旧市镇、城区）包括：拉伊萊羅斯、兰日斯、弗雷讷、蒂艾、塞纳河畔维特里。

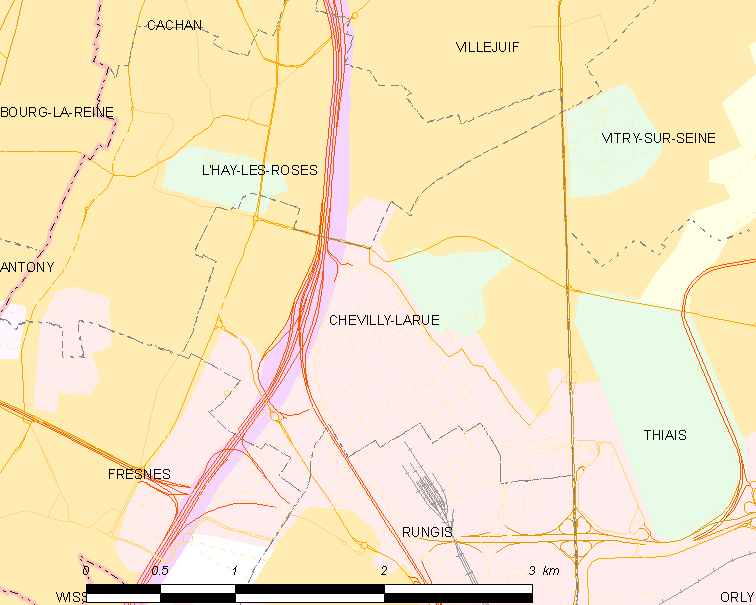
舍维伊拉吕的OSM定位图

舍维伊拉吕的时区为UTC+01:00、UTC+02:00（夏令时）。

## 行政
舍维伊拉吕的邮政编码为94550，INSEE市镇编码为94021。

## 政治
舍维伊拉吕所属的省级选区为蒂艾县。

## 人口

1962-2008年间舍维伊拉吕人口变化图示

舍维伊拉吕于2022年1月1日时的人口数量为19813人。